# Alfred Mirtschin
Alfred Mirtschin (* 2. Januar 1892 in Dresden; † 19. November 1962 in Riesa) war ein deutscher Lehrer, Heimatforscher, Konservator und Direktor des Heimatmuseums in Riesa.

## Leben
Ernst Paul Alfred Mirtschin wurde am 2. Januar 1892 als Sohn des Wachtmeisters der Tierärztlichen Hochschule Dresden, Ernst Mirtschin, und seiner Frau Johanna geb. Beeg in Dresden geboren. Ostern 1898 wurde er eingeschult. Als sein Vater eine Stelle als Lazarettinspektor in Zwickau bekam, besuchte Alfred Mirtschin die dortige Volksschule.
Er wechselte 1902 nach bestandener Aufnahmeprüfung auf das Realgymnasium. Ab 1906 besuchte er das Königlich-sächsische Lehrerseminar in Plauen zur Ausbildung zum Volksschullehrer. Nach sechs Jahren schaffte er den Abschluss mit der Gesamtnote „gut“, wobei er in den Fächern Geschichte, Zeichnen und Turnen ein „vorzüglich“ erreichte. Diese Talente kamen später der heimatlichen Vorgeschichtsforschung zugute.
Nach diesem Abschluss leistete er einen einjährigen Militärdienst bei einem Leipziger Infanterieregiment, aus dem er Ende März 1913 als Unteroffizier der Reserve entlassen wurde und auf eigenen Wunsch seine erste Stelle als Junglehrer in Riesa antrat. Es schien ihm anfangs schwergefallen sein, den Befehlston des Unteroffiziers hinter Kasernenmauern zurückzulassen und in die Lehrerstelle hineinzuwachsen. Im Sommer 1914 bescheinigte ihm jedenfalls ein Zwischenzeugnis mangelndes pädagogisches Geschick, innerhalb eines Jahres soll Mirtschin sich allerdings im Geschichts- und Heimatkundeunterricht gut bewährt und wachsendes Verständnis für anschauliche Vermittlung entwickelt haben. Seit dem ersten Tag der Mobilmachung im Sommer 1914 bis 1918 war der Unteroffizier beim Militär, aber offensichtlich nicht auf dem Schlachtfeld. März 1918 endete seine Junglehrerzeit mit einer Wahlfälligkeitsprüfung, welche ihn zum Antritt einer zunächst befristeten Volksschullehrerstelle in Märzdorf zum 1. Mai 1918 berechtigte. Dort lernte Mirtschin die Tochter eines Schlossermeisters und Gastwirtes, Magdalene Lengenfeld, kennen und heiratete sie am 1. August 1918. Mit einer Planstelle an der Riesaer Albertschule war der Junglehrer seit dem 1. April 1919 materieller Sorgen enthoben. Im Juli 1920 wurde dem Ehepaar eine Tochter geboren.

### Einstieg in die Forschung
Anfang der 1920er-Jahre veranstaltete Mirtschin als Heimatkundelehrer Exkursionen in die Riesaer Umgebung. Durch den wirtschaftlichen Aufschwung und die rege Bautätigkeit kamen immer wieder prähistorische Funde zum Vorschein, die telefonisch dem Riesaer Mäzen und Altertumsfreund Franz Xaver Hynek jr. gemeldet wurden, der sich um die Bergung und Dokumentation der Fundstellen kümmerte. Alfred Mirtschin freundete sich mit ihm an. Im Februar 1922 nahm Hynek ihn erstmals zu einer Fundstelle mit. Am 24. Februar 1922 beginnen Mirtschins Aufzeichnungen zur prähistorischen Altertumskunde anlässlich des Fundes von eisenzeitlichen Urnen auf dem Gelände des Rittergutes Göhlis. Zusammen untersuchten beide am nächsten Tag noch drei Gräber, die Mirtschin akribisch dokumentierte. Seit diesem Tag ließ Alfred Mirtschin das Grabungsfieber nicht mehr los. Nach und nach übernahm er von seinem Freund Hynek die Rolle des Ansprechpartners für Altertumsfunde. Von Anfang an bezog der Lehrer seine Schüler bei Arbeiten im Gelände mit ein. Im März 1922 veröffentlichte er anlässlich eines Fundes in Schänitz einen Zeitungsartikel, in dem der Fund beschrieben, die Finder gelobt und die Allgemeinheit aufgefordert wurde, Funde zu melden. Diesem Artikel folgte einer langen Reihe von ähnlichen Pressemitteilungen. Alfred Mirtschin wurde in Riesa und Umgebung als Scherbel-Alfred bekannt und beliebt, schließlich sorgte er dafür, dass der jeweilige Finder in der Zeitung gewürdigt wurde. Es verging inzwischen kaum ein Monat, in dem nicht irgendwo in der Umgebung Funde zu bergen und zu dokumentieren gewesen wären. Sein Freund und Förderer Hynek verschaffte ihm Zugang zu Grabungseinsätzen, Tagungen, zu Materialstudien in Privatsammlungen und Museen und zu Grabungsbesuchen.

### Museumsdirektor, Lehrer und Archäologe
Sein Einsatz als Ausgräber grenzte an Besessenheit, der er alles andere unterordnete. Ab 1922 begann die Einrichtung des neuen Heimatmuseums in Riesa, dessen vorgeschichtliche Abteilung er gestaltete. Im August 1923 konnte das Museum eröffnet werden. Alfred Mirtschin wurde zunächst als Pfleger, wenig später als ehrenamtlicher Direktor eingesetzt. Die vorgeschichtliche Abteilung wuchs schnell an, da durch Mirtschins Grabungstätigkeit ständig neue Exponate hereinkamen. Er bemühte sich aber auch um Ankäufe, die durch Unterstützer des Museums finanziert wurden. So wurde die Sammlung Zehmen angekauft, die über viele Jahre durch Rittergutsbesitzer gesammelt wurde und aus der Region um Oschatz stammt. 1928 war die vorgeschichtliche Sammlung zur fünftgrößten in Sachsen angewachsen.
Da es in Riesa keinen Altertumsverein gab, trat Alfred Mirtschin auf der Suche nach Gleichgesinnten der vorgeschichtlichen Sektion der Naturwissenschaftlichen Gesellschaft ISIS in Dresden bei. Er hielt 1925 seinen ersten Vortrag bei einer Versammlung und betätigte sich als stellvertretender Schriftführer und Vorsitzender. Im Jahr 1923 schloss er sich der Deutschen Gesellschaft für Vorgeschichte an, deren Gründer Professor Gustaf Kossinna immer völkischere und nationalistischere Töne anschlug. Dies wirkte sich auf Mirtschins Ansichten aus, ebenso auf die Deutung seiner Funde, die er germanischen Volksstämmen zuordnete, wobei er die slawischen Völker nur am Rande erwähnte. 1933 erschien sein Hauptwerk Germanen in Sachsen, das noch heute von Archäologen zu Rate gezogen wird, trotz der teilweise veralteten Deutung der Funde. 70 % aller im Raum Riesa-Großenhain bekannten Fundstellen entstammen seiner Arbeit.

### Zeit des Nationalsozialismus
Am 1. April 1933 trat Alfred Mirtschin in den Nationalsozialistischen Lehrerbund und zum 1. Mai 1933 in die NSDAP ein (Mitgliedsnummer 2.425.387). Wahrscheinlich erhoffte er sich von den Nazis eine Aufwertung der archäologischen Denkmalpflege. Außerdem verehrte der Nationalsozialismus die Germanen und sogenannten nordischen Völker, während die Slawen als minderwertig angesehen wurden, was seinen eigenen Ansichten entsprach. Zwei Ausbrüche von Fanatismus in den Jahren 1934 und 1937 sprechen dafür, dass er sich der neuen Bewegung aus innerer Überzeugung angeschlossen hat. Seine ehemaligen Schüler erinnerten sich an ihn als strammen Nationalsozialisten.

### Nach dem Zweiten Weltkrieg
Nach dem Zweiten Weltkrieg durfte Alfred Mirtschin wegen seiner NSDAP-Mitgliedschaft weder als Lehrer arbeiten noch als Museumsdirektor. Bis 1948 arbeitete er als Maschinenarbeiter in einer Riesaer Holzwarenfabrik. Darauf folgte eine Anstellung als Modellmaler im Stahl- und Walzwerk, die er seinem zeichnerischen Talent verdankte. Ehrenamtlich nahm er schnell seine Arbeit als Hobbyarchäologe wieder auf. Er betätigte sich künstlerisch, vor allem als Zeichner, Holzschneider und Aquarellist und beteiligte sich 1946 in Riesa an der vom Kulturbund ausgerichteten Kunstausstellung der schaffenden Künstler von Riesa und Umgebung.
1951 gelang ihm im Alter von fast 60 Jahren die Rückkehr in den Schuldienst. Er passte sich schnell  ideologisch der neuen Zeit an und gestaltete 1951 eine Sonderausstellung zum Fünfjahresplan für das Heimatmuseum. Bis zu seinem Tod 1962 arbeitete er an einer Inventarisierung seiner Funde, die er letztlich nicht mehr fertigstellen konnte.

## Veröffentlichungen
- Alfred Mirtschin: Germanen in Sachsen, im besonderen im nordsächs. Elbgebiet während d. letzten vorchristl. Jahrhunderte : Eine heimatgeschichtliche Studie. 1. Auflage. Langer & Winterlich, Riesa 1933, S. 223.
- Alfred Mirtschin: Chronik der Stadt Riesa / [Alfred Mirtschin; Ernst Hering. Hrsg. vom Oberbürgermeister]. 1.–7. Auflage. Hübsch, Berlin 1936, S. 32.